# Roumanie aux Jeux olympiques d'hiver de 1936
La Roumanie participe aux Jeux olympiques d'hiver de 1936, qui ont lieu à Garmisch-Partenkirchen en Allemagne. Représenté par 15 athlètes, ce pays prend part aux Jeux d'hiver pour la troisième fois de son histoire. Il ne remporte pas de médaille.